# Friedrich Eberhard zu Solms-Sonnenwalde
Friedrich Eberhard Graf zu Solms-Sonnenwalde (* 17. Mai 1691 in Pouch; † 3. Mai 1752 in Leipzig) war ein kaiserlicher wirklicher Geheimer Rat, kurfürstlich-sächsischer Geheimer Rat und Standesherr zu  Sonnewalde.

## Leben
Friedrich Eberhard Graf zu Solms entstammte einer im Kurfürstentum Sachsen begüterten Nebenlinie der hessischen Uradelsfamilie Solms. Er war der Sohn von Otto Heinrich Graf zu Solms auf Pouch und der Charlotta Sophia, geborene von Krosigk. Nach dem Tod seines Vaters erbte er dessen Rittergut (Alt-)Pouch, das sich noch bis 1945 im Familienbesitz befand. Er trat dieses Gut seinem Bruder ab, um 1718 die Herrschaft Sonnewalde übernehmen zu können. Otto Wilhelm Graf zu Solms war sein Bruder. Dieser hatte 1729 im Kurfürstentum Sachsen das Rittergut Kropstädt käuflich erworben und seinen Bruder als Mitbelehnten eingesetzt. Im selben Jahr konvertierte der in lutherischer Konfession erzogene Friedrich Eberhard zum Katholizismus. Schulden zwangen ihn bereits 1739 zur öffentlichen Versteigerung des Gutes Kropstädt im Amt Wittenberg. Zu seinen weiteren Besitzungen gehörten die Rittergüter Niedersohland und Wendischsohland, die er 1750 vereinigte.
Friedrich Eberhard Graf zu Solms-Sonnenwalde starb während des Besuchs der Leipziger Frühjahrsmesse am 3. Mai 1752 an einem Schlaganfall.

## Familie
Friedrich Eberhard Graf zu Solms heiratete 1724 in erster Ehe die Hofdame Mariam Charlotta Aloysia Gräfin von Schafftenberg, die dem Adelsgeschlecht Scherffenberg entstammte. Ihr Sohn Friedrich Joseph Graf von Solms übernahm die Herrschaft Sonnewalde.
1741 heiratete deren gemeinsame Tochter Charlotte, die Hofdame von Maria Theresia wurde, den Gesandten Graf Christian August von Seilern (1717–1801).